# Hieracium lydiae
Hieracium lydiae là một loài thực vật có hoa trong họ Cúc. Loài này được Schischk. & Steinb. mô tả khoa học đầu tiên năm 1949.